# Vela nos Jogos Olímpicos de Verão de 1980
As competições da vela nos Jogos Olímpicos de Verão de 1980 foram disputadas entre os dias 21 e 29 de julho daquele ano no Tallinna Olümpiapurjespordikeskus, complexo esportivo localizado em Tallinn, na atual Estônia. O programa de 1980 consistia num total de seis classes (disciplinas) de vela. Para cada uma das classes do evento foram sete regatas. A navegação foi realizada nos percursos olímpicos do tipo triangular. A partida foi feita no centro de um conjunto de oito marcas numeradas que foram colocadas em um círculo. Durante o procedimento de largada, a sequência das marcas foi comunicada aos velejadores. Ao escolher a marca que estava mais contra o vento, a largada sempre poderia ser feita contra o vento.

## Local
De acordo com os estatutos do Comitê Olímpico Internacional, as competições em todas as modalidades desportivas devem ser realizadas na cidade escolhida pelo COI ou o mais próximo possível. Como Moscou não era um local adequado, o Centro Olímpico de Iate em Pirita, Tallinn, foi construído para o evento de vela olímpica de 1980.

## Participantes

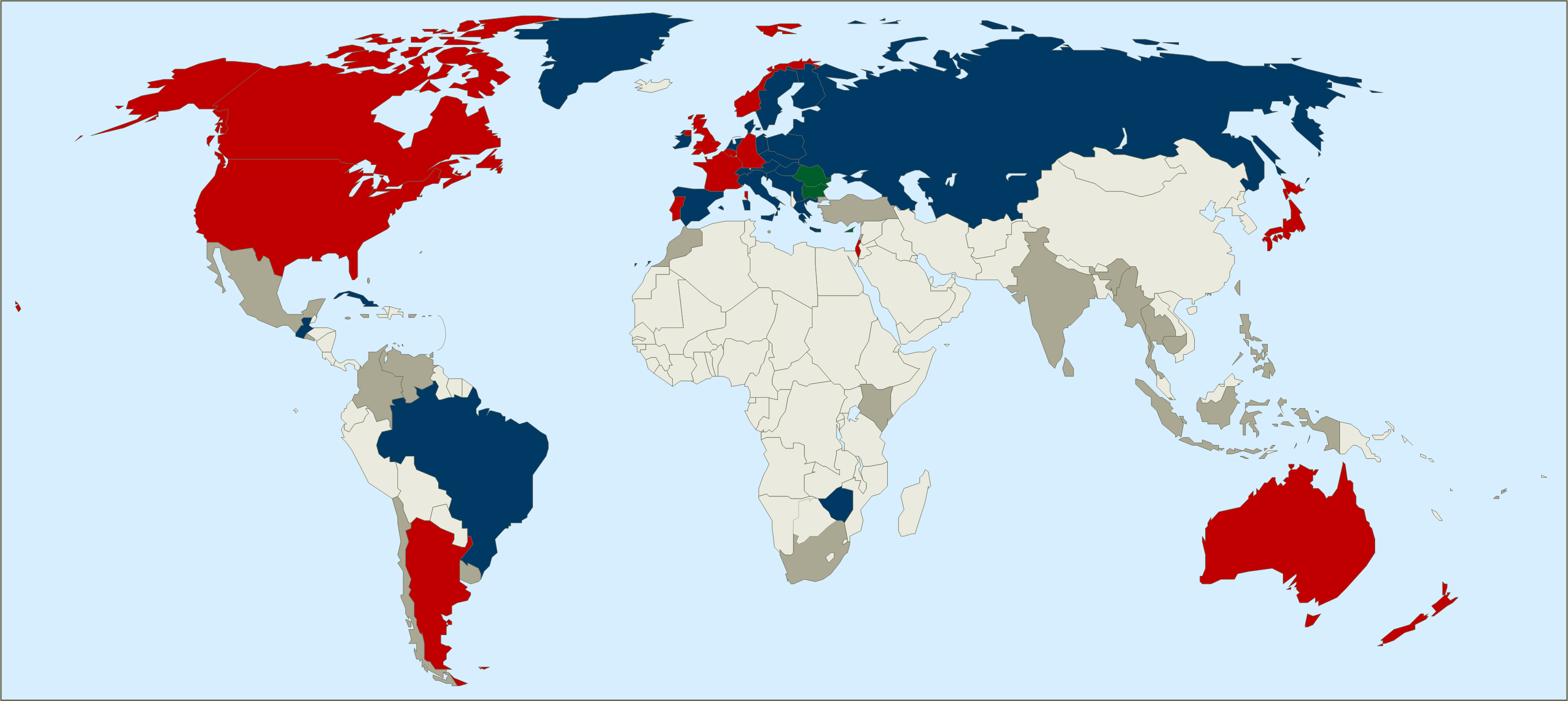
Países participantes da vela nos Jogos Olímpicos de 1980.
Países que participaram pela primeira vez.
Países que já participaram em outras edições.
Países que boicotaram o evento da vela.

- AUT Áustria
- BRA Brasil
- BUL Bulgária
- CUB Cuba
- CYP Chipre
- DEN Dinamarca
- ESP Espanha
- FIN Finlândia
- GDR Alemanha Oriental
- GRE Grécia
- GUA Guatemala
- HUN Hungria
- IRL Irlanda
- ITA Itália
- NED Países Baixos
- POL Polônia
- ROM Romênia
- SUI Suíça
- SWE Suécia
- TCH Checoslováquia
- URS União Soviética
- YUG Iugoslávia
- ZIM Zimbabwe

## Eventos
| Classe          | Tipo            | Local   | N.º de equipes | Primeira exibição |
| --------------- | --------------- | ------- | -------------- | ----------------- |
| Finn            | bote            | Tallinn | 21             | 1952              |
| 470             | bote            | Tallinn | 14             | 1976              |
| Flying Dutchman | bote            | Tallinn | 15             | 1960              |
| Tornado         | catamarã        | Tallinn | 11             | 1976              |
| Star            | barco de quilha | Tallinn | 13             | 1932              |
| Soling          | barco de quilha | Tallinn | 9              | 1972              |

## Medalhistas
| Evento                   | Ouro                                                                   | Prata                                                                 | Bronze                                                                   |
| ------------------------ | ---------------------------------------------------------------------- | --------------------------------------------------------------------- | ------------------------------------------------------------------------ |
| Finn detalhes            | Esko Rechardt FIN Finlândia                                            | Wolfgang Mayrhofer AUT Áustria                                        | Andrei Balashov URS União Soviética                                      |
| 470 detalhes             | Marcos Soares Eduardo Penido BRA Brasil                                | Jörn Borowski Egbert Swensson GDR Alemanha Oriental                   | Jouko Lindgrén Georg Tallberg FIN Finlândia                              |
| Flying Dutchman detalhes | Alejandro Abascal Miguel Noguer ESP Espanha                            | David Wilkins James Wilkinson IRL Irlanda                             | Szabolcs Detre Zsolt Detre HUN Hungria                                   |
| Tornado detalhes         | Lars Sigurd Björkström Alexandre Welter BRA Brasil                     | Peter Due Per Kjergard DEN Dinamarca                                  | Göran Marström Jörgen Ragnarsson SWE Suécia                              |
| Star detalhes            | Valentin Mankin Aleksandr Muzychenko URS União Soviética               | Hubert Raudaschl Karl Ferstl AUT Áustria                              | Giorgio Gorla Alfio Peraboni ITA Itália                                  |
| Soling detalhes          | Poul Richard Høj Jensen Valdemar Bandolowski Erik Hansen DEN Dinamarca | Boris Budnikov Alexandr Budnikov Nikolay Poliakov URS União Soviética | Anastasios Bountouris Anastasios Gavrilis Aristidis Rapanakis GRE Grécia |

## Quadro de medalhas
| Ordem | País                  | Medalha de ouro | Medalha de prata | Medalha de bronze |    | Ordem por total |
| ----- | --------------------- | --------------- | ---------------- | ----------------- | -- | --------------- |
| 1     | BRA Brasil            | 2               |                  |                   | 2  | 2               |
| 2     | URS União Soviética   | 1               | 1                | 1                 | 3  | 1               |
| 3     | DEN Dinamarca         | 1               | 1                |                   | 2  | 2               |
| 4     | FIN Finlândia         | 1               |                  | 1                 | 2  | 2               |
| 5     | ESP Espanha           | 1               |                  |                   | 1  | 6               |
| 6     | AUT Áustria           |                 | 2                |                   | 2  | 2               |
| 7     | GDR Alemanha Oriental |                 | 1                |                   | 1  | 6               |
| 7     | IRL Irlanda           |                 | 1                |                   | 1  | 6               |
| 9     | GRE Grécia            |                 |                  | 1                 | 1  | 6               |
| 9     | HUN Hungria           |                 |                  | 1                 | 1  | 6               |
| 9     | ITA Itália            |                 |                  | 1                 | 1  | 6               |
| 9     | SWE Suécia            |                 |                  | 1                 | 1  | 6               |
| TOTAL | TOTAL                 | 6               | 6                | 6                 | 18 | —               |